# Riviera Life
"Riviera Life" is een nummer van de Nederlandse zangeres Caro Emerald. Het nummer werd uitgebracht op haar debuutalbum Deleted Scenes from the Cutting Room Floor uit 2010. Op 15 april 2011 werd het nummer uitgebracht als de vijfde en laatste single van het album.

## Achtergrond
"Riviera Life" is geschreven door David Schreurs, Vincent DeGiorgio en Jan van Wieringen en geproduceerd door Schreurs en Van Wieringen. Het nummer is gebaseerd op een scène uit de film To Catch a Thief van Alfred Hitchcock. Emerald vertelde hierover: "Welk meisje zou het niet leuk vinden om een fijne autorit te maken, net zo een als Grace Kelly en Cary Grant in de film doen?"
"Riviera Life" werd een hit in Nederland, waar het tot de achttiende plaats in de Top 40 en de zeventigste plaats in de Single Top 100 kwam. Daarnaast werd op 3 juni 2011 de single in Italië uitgebracht als duet met de lokale zanger Giuliano Palma. Deze versie is deels in het Italiaans gezongen en behaalde plaats 32 in de hitlijsten van dit land.

## Hitnoteringen

### Nederlandse Top 40
| Hitnotering: 07-05-2011 t/m 23-07-2011 | Hitnotering: 07-05-2011 t/m 23-07-2011 | Hitnotering: 07-05-2011 t/m 23-07-2011 | Hitnotering: 07-05-2011 t/m 23-07-2011 | Hitnotering: 07-05-2011 t/m 23-07-2011 | Hitnotering: 07-05-2011 t/m 23-07-2011 | Hitnotering: 07-05-2011 t/m 23-07-2011 | Hitnotering: 07-05-2011 t/m 23-07-2011 | Hitnotering: 07-05-2011 t/m 23-07-2011 | Hitnotering: 07-05-2011 t/m 23-07-2011 | Hitnotering: 07-05-2011 t/m 23-07-2011 | Hitnotering: 07-05-2011 t/m 23-07-2011 | Hitnotering: 07-05-2011 t/m 23-07-2011 | Hitnotering: 07-05-2011 t/m 23-07-2011 |
| Week                                   | 1                                      | 2                                      | 3                                      | 4                                      | 5                                      | 6                                      | 7                                      | 8                                      | 9                                      | 10                                     | 11                                     | 12                                     |                                        |
| -------------------------------------- | -------------------------------------- | -------------------------------------- | -------------------------------------- | -------------------------------------- | -------------------------------------- | -------------------------------------- | -------------------------------------- | -------------------------------------- | -------------------------------------- | -------------------------------------- | -------------------------------------- | -------------------------------------- | -------------------------------------- |
| Nummer                                 | 33                                     | 32                                     | 25                                     | 18                                     | 18                                     | 18                                     | 21                                     | 24                                     | 24                                     | 27                                     | 31                                     | 38                                     | uit                                    |

### Single Top 100
| Hitnotering week 1 t/m 6: 28-05-2011 t/m 02-07-2011 Hitnotering week 7: 16-07-2011 | Hitnotering week 1 t/m 6: 28-05-2011 t/m 02-07-2011 Hitnotering week 7: 16-07-2011 | Hitnotering week 1 t/m 6: 28-05-2011 t/m 02-07-2011 Hitnotering week 7: 16-07-2011 | Hitnotering week 1 t/m 6: 28-05-2011 t/m 02-07-2011 Hitnotering week 7: 16-07-2011 | Hitnotering week 1 t/m 6: 28-05-2011 t/m 02-07-2011 Hitnotering week 7: 16-07-2011 | Hitnotering week 1 t/m 6: 28-05-2011 t/m 02-07-2011 Hitnotering week 7: 16-07-2011 | Hitnotering week 1 t/m 6: 28-05-2011 t/m 02-07-2011 Hitnotering week 7: 16-07-2011 | Hitnotering week 1 t/m 6: 28-05-2011 t/m 02-07-2011 Hitnotering week 7: 16-07-2011 | Hitnotering week 1 t/m 6: 28-05-2011 t/m 02-07-2011 Hitnotering week 7: 16-07-2011 | Hitnotering week 1 t/m 6: 28-05-2011 t/m 02-07-2011 Hitnotering week 7: 16-07-2011 |
| Week                                                                               | 1                                                                                  | 2                                                                                  | 3                                                                                  | 4                                                                                  | 5                                                                                  | 6                                                                                  |                                                                                    | 7                                                                                  |                                                                                    |
| ---------------------------------------------------------------------------------- | ---------------------------------------------------------------------------------- | ---------------------------------------------------------------------------------- | ---------------------------------------------------------------------------------- | ---------------------------------------------------------------------------------- | ---------------------------------------------------------------------------------- | ---------------------------------------------------------------------------------- | ---------------------------------------------------------------------------------- | ---------------------------------------------------------------------------------- | ---------------------------------------------------------------------------------- |
| Nummer                                                                             | 99                                                                                 | 70                                                                                 | 87                                                                                 | 74                                                                                 | 100                                                                                | 98                                                                                 | uit                                                                                | 99                                                                                 | uit                                                                                |

### NPO Radio 2 Top 2000
Riviera Life stond alleen in 2011 in de NPO Radio 2 Top 2000, op plek 1424.